# Slobodan
Slobodan (kyrillisch: Слободан) ist ein südslawischer männlicher Vorname.

## Herkunft
Der Name Slobodan bedeutet auf Deutsch Der Freie (sloboda = die Freiheit). Er entstand vermutlich erst in der zweiten Hälfte des 19. Jahrhunderts in Serbien. Der erste bekannte Namensträger war Slobodan Jovanović (1896–1958).

## Verbreitung
Der Name wird in Deutschland fast jedes Jahr bei der Namenswahl berücksichtigt. Er gilt als mäßig beliebt und wurde von 2010 bis 2023 rund 70 Mal gewählt. In der Schweiz wurde der Name von Anfang der 1940er bis Ende der 1990er Jahre regelmäßig vergeben, seitdem nur noch selten. Von 1930 bis 2023 wurden etwa 590 Jungen so genannt. In Österreich kommt der Name seit 1989 in den Hitlisten vor und wird fast alljährlich vergeben, das letzte Mal im Jahr 2023.
In den nordischen Ländern ist Slobodan in Schweden am beliebtesten, in Dänemark und Norwegen gilt er hingegen als nur mäßig populär. Der Name war in Frankreich zwischen Ende der 1960er Jahre bis zum Jahr 1980 fast jährlich in den Hitlisten, ansonsten wurde er nur selten vergeben. Seine Vergabe ist auch in Liechtenstein und Kanada nachgewiesen.

## Namensträger
- Slobodan Branković (* 1967), ehemaliger jugoslawischer Sprinter
- Slobodan Čašule (1945–2015), mazedonischer Journalist und Politiker
- Slobodan Čendić (1938–2023), jugoslawischer Fußballtrainer
- Slobodan Ćurčić (1940–2017), US-amerikanischer Kunsthistoriker und Byzantinist
- Slobodan Dimitrijević (1941–1999), jugoslawischer Schauspieler
- Slobodan Dubajić (* 1963), serbischer Fußballspieler
- Slobodan Grubačić (* 1942), serbischer Germanist, Kultur- und Literaturhistoriker
- Slobodan Grujić (* 1973), ehemaliger jugoslawischer und heute serbischer Tischtennisspieler
- Slobodan Homen (* 1972), serbischer Politiker
- Slobodan Jovanić (* 1946), ehemaliger jugoslawischer Fußballspieler und heutiger Fußballtrainer
- Slobodan Jovanović (1869–1958), jugoslawischer Politiker und der 19. Premierminister von Jugoslawien
- Slobodan Kačar (* 1957), serbischer Boxer
- Slobodan Komljenović (* 1971), deutsch-serbischer Fußballspieler
- Slobodan Kuzmanovski (* 1962), serbischer Handballtrainer und ehemaliger Handballspieler
- Slobodan Lang (1949–2016), kroatischer Politiker, Journalist, Publizist und Mediziner
- Slobodan Martinović (1945–2015), jugoslawischer, später serbischer Schachspieler
- Slobodan Medić (1966–2013), Kommandant der Škorpioni
- Slobodan Medojević (* 1990), serbischer Fußballspieler
- Slobodan Milošević (1941–2006), jugoslawischer Staatspräsident und Politiker
- Slobodan Ocokoljić (* 1980), serbischer Basketballspieler
- Slobodan Petrović (* 1948), ehemaliger Fußballspieler
- Slobodan Petrović jr., bekannt als Pulsedriver (* 1974), deutscher Musiker
- Slobodan Praljak (1945–2017), kroatischer General und Kriegsverbrecher
- Slobodan Rajković (* 1989), serbischer Fußballspieler
- Slobodan Ribnikar (1929–2008), jugoslawischer bzw. serbischer Radiochemiker
- Slobodan Samardžić (* 1953), serbischer Politiker und ehemaliger Minister für das Kosovo
- Slobodan Santrač (1946–2016), jugoslawischer Fußballspieler und -trainer
- Slobodan Štambuk (1941–2023), kroatischer Geistlicher, römisch-katholischer Bischof von Hvar
- Slobodan Stijaković (* 1995), bosnisch-herzegowinischer Badmintonspieler
- Slobodan Tedić (* 2000), serbischer Fußballspieler
- Slobodan Tišma (* 1946), Schriftsteller und Rock-Musiker in Serbien
- Slobodan Topalović (1952–1994), serbischer Fußballspieler
- Slobodan Trkulja (* 1977), serbischer Multiinstrumentalist, Vokalist und Arrangeur
- Slobodan Uzelac (* 1947), kroatischer Politiker mit serbischen Wurzeln
- Slobodan Živojinović (* 1963), ehemaliger jugoslawischer Tennisspieler

## Varianten
- Weibliche Form: Slobodanka (kyrillisch: Слободанка)
- Kurzform (w): Sloba
- Kurzform (m): Slobo, Bobo